# Willy Allemann
Willy Allemann (10 juni 1942 - 2010) was een Zwitsers voetballer die speelde als aanvaller.

## Carrière
Allemann speelde voor FC Grenchen van 1964 tot 1966, daarna speelde hij tot 1968 voor Grasshopper. De volgende drie seizoenen kwam hij uit voor BSC Young Boys om dan zijn carrière te eindigen bij FC Luzern.
Hij speelde één interland voor Zwitserland waarin hij niet keer kon scoren. Hij nam met zijn land deel aan het WK voetbal 1966 in Engeland.
Allemann overleed in 2010.